# 長縄栄子
長縄 栄子（ながなわ えいこ、1937年2月3日 - 2023年1月6日）は、日本の画家。

## 人物
東京都出身。血液型はA型。画家の川﨑小虎は姻戚。長縄えい子の表記も見られる。
2023年1月6日、千葉県柏市で横断歩道を歩行中に軽貨物車にはねられ、搬送先の病院で死亡が確認された。

## 主な作品
- 中沢和子(文)、長繩栄子 (絵)『あな』福音館書店〈かがくのとも〉、1975年7月1日。
- 長繩栄子 (文・絵)『くつした かして』福音館書店〈こどものとも年少版〉、1980年2月1日。
- 荒川薫(作)、長繩栄子 (絵)『ぼく おおきくなった？』福音館書店〈こどものとも年少版〉、1984年1月1日。
- 長繩えい子 (文・絵)『TUNAMI』たけしま出版、2005年12月1日。ISBN 978-4925111249。
- 長繩えい子『老婆は一日にして成らず』たけしま出版、2006年12月1日。ISBN 978-4925111287。
- 長繩えい子『続続 老婆は一日にして成らず』たけしま出版、2014年12月1日。ISBN 978-4925111515。
- 長繩えい子『続続続 老婆は一日にして成らず』たけしま出版、2020年6月1日。ISBN 978-4925111638。